# Amphisbaena prunicolor
Espèce
Synonymes
- Aporarchus prunicolor Cope 1885

Amphisbaena prunicolor est une espèce d'amphisbènes de la famille des Amphisbaenidae.

## Répartition
Cette espèce se rencontre :
- en Argentine dans les provinces de Corrientes et de Misiones ;
- au Paraguay ;
- au Brésil du Rio Grande do Sul à l'Espírito Santo.

## Taxinomie
La sous-espèce Amphisbaena prunicolor albocingulata a été élevée au rang d'espèce.

## Publication originale
- Cope, 1885 "1884" : Twelfth contribution to the herpetology of tropical America. Proceedings of the American Philosophy Society, vol. 22, p. 167-194 (texte intégral).